# Afraegle gabonensis
Afraegle gabonensis är en vinruteväxtart som först beskrevs av Walter Tennyson Swingle, och fick sitt nu gällande namn av Adolf Engler. Afraegle gabonensis ingår i släktet Afraegle och familjen vinruteväxter. Inga underarter finns listade i Catalogue of Life.